# Грасгофы
Грасгофы (нем. Grashof) — горные инженеры, дворяне Российской империи.
Потомство Богдана (Готлиба) Григорьевича Грасгофа — выходца из Саксонии. Служил на Урале, обер-гиттенфервалтер 8 кл. Его сыновья:
- Эдуард Богданович (1796—1843);
- Фердинанд Богданович (1798—1852);
  - Николай Фердинандович (1833—1833) — служил на Урале, помощник начальника Гороблагодатских заводов;
- Людвиг Богданович (1802—не ранее 1856);
  - Григорий Людвигович (1831—1888) — горный инженер, действительный статский советник, директор Горного департамента;
    - дети: Николай (1863—1892), Вера (1866), Зинаида (1871), Сергей (1876—не ранее 1912), Любовь (1878), Борис (1879—не ранее 1927), Ксения (1881—не ранее 1907);

  - Николай Людвигович (1839—1879) — смотритель Гороблагодатской чертежной;
  - Аполлон Людвигович (1843—1916) — управляющий серебряным и золотым монетными переделами С.-Петербургского Монетного двора, д.с.с, в 1898 г. возведён в дворянское достоинство.

## Описание герба
В серебряном щите на зелёной земле таковая же трава. В лазуревой главе щита три золотые монеты.
На щите дворянский коронованный шлем. Нашлемник: между двух черных орлиных крыльев кисть правой руки натурального цвета в лазуревый одежде держит серебряный с золотой рукояткой молоток. Намёт на щите справа зелёный, подложенный серебром, слева лазуревый, подложенный золотом.